# Fondo sovrano
Un fondo sovrano è uno strumento di investimento pubblico che appartiene direttamente al governo e viene utilizzato per investire i surplus fiscali o le riserve valutarie in moneta estera in strumenti finanziari (azioni, obbligazioni, immobili), o in altre attività.
I fondi sovrani sono nati soprattutto nei paesi esportatori di petrolio: Emirati Arabi Uniti, Qatar, Norvegia, ma anche Singapore, dove, grazie al rilevante surplus fiscale, il governo ha costituito il fondo Temasek Holdings, uno dei primi nati e uno dei più attivi, soprattutto nelle imprese del Sud-est asiatico.
Molto attivi sono anche i fondi sovrani di Abu Dhabi (ADIA e Mubadala) e quello di Dubai, che detiene una quota del 5% nella Ferrari.

## Il fondo d'investimento cinese
La Cina dispone di ingenti riserve di valuta estera, grazie al suo notevole surplus commerciale; tali riserve sono in gran parte investite in titoli di Stato statunitensi. Nel 2007 è stata costituita la China Investment Corporation, una società che gestisce un fondo d'investimento con una dotazione finanziaria di oltre 400 miliardi di dollari, attivo sul mercato azionario; il primo investimento del neonato fondo è stato l'acquisto di una quota pari a circa il 10% del gestore di private equity Blackstone Group, cui ha fatto seguito l'investimento da 5 miliardi di dollari nella banca Morgan Stanley.

## Il fondo d'investimento del Qatar
Al 2015 il fondo Qatar Investment Authority (QIA) del Qatar possiede in Italia l'area del Progetto Porta Nuova a Milano, oltre ad aver investito in altri alberghi di lusso a Milano, Venezia, Firenze, e in Costa Smeralda.

## Preoccupazioni sui fondi sovrani
La crisi dei subprime, che ha messo in difficoltà molte banche statunitensi, ha fatto emergere il peso crescente assunto dai fondi sovrani, intervenuti con i loro capitali in istituti come Citigroup, UBS, Merrill Lynch e Barclays. La nascita di un fondo sovrano cinese nel 2007 (China Investment Corporation), l'accresciuta importanza di quelli arabi, e i possibili investimenti da parte di fondi russi, hanno destato preoccupazioni in Europa e negli USA per le possibili interferenze da parte di governi stranieri (non sempre democratici) nella gestione delle imprese in cui questi investono. La Commissione europea ha chiesto ai governi nazionali di evitare l'adozione di misure protezionistiche nei confronti degli investimenti dei fondi sovrani, richiamando l'attenzione degli stati membri sul fatto che eventuali restrizioni agli investimenti dei fondi sovrani dovranno risultare compatibili con i principi stabiliti dal Trattato sul funzionamento dell'Unione europea, in particolare quelli in materia di libera circolazione di capitali.